# Kobiela (Grodków)

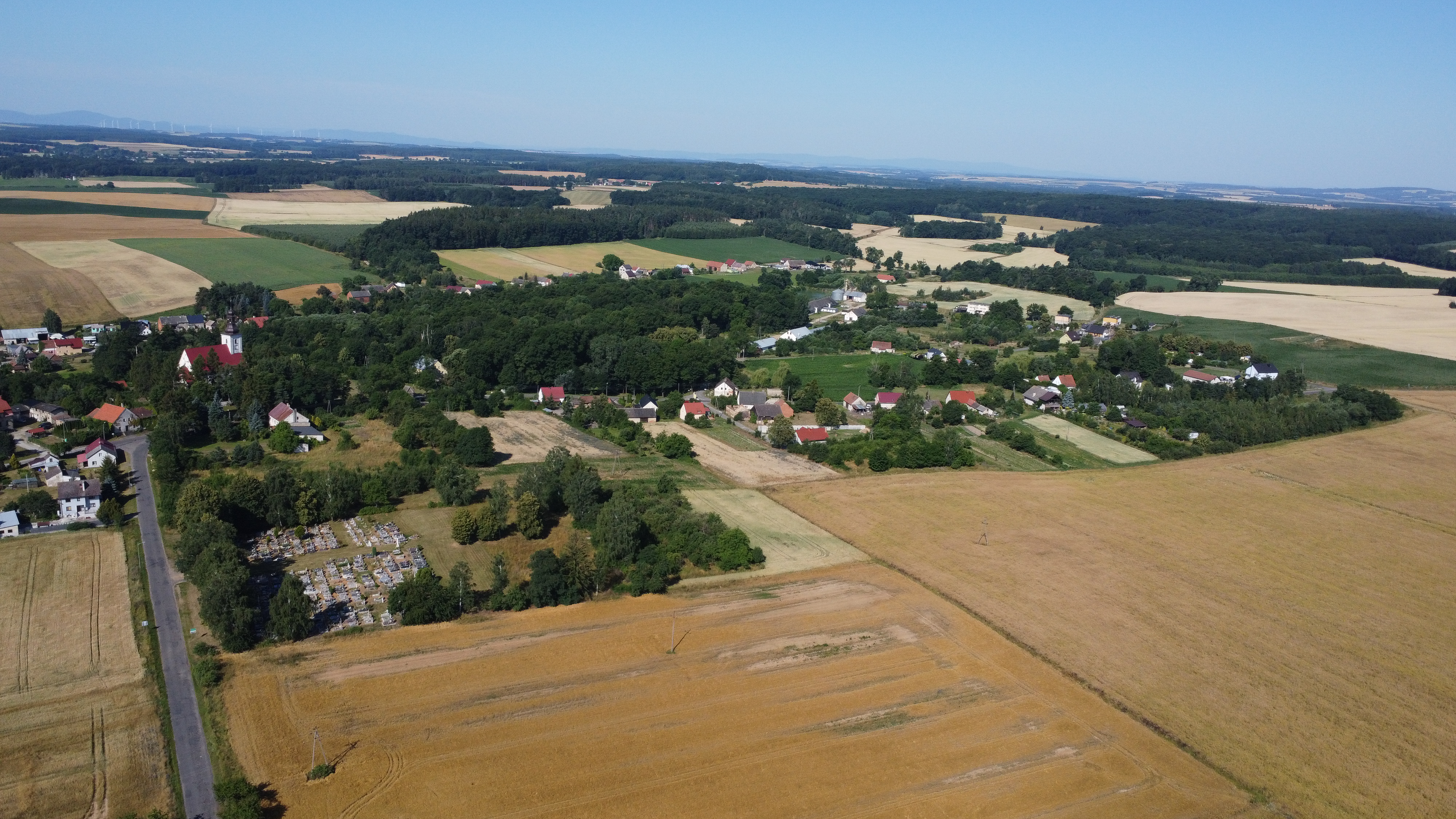
Gesamtansicht (2023)

Kobiela  (deutsch Kühschmalz) ist ein Dorf in der Stadt- und Landgemeinde Grodków (Grottkau) in der Woiwodschaft Opole in Polen.an der Stara Struga, einem linken Zufluss der Glatzer Neiße.

## Geographie
Das Straßendorf Kobiela liegt in der Schlesischen Tiefebene etwa elf Kilometer südwestlich von Grodków (Grottkau), 39 Kilometer südwestlich von Brzeg (Brieg) und 45 Kilometer westlich von Opole (Oppeln).
Nachbarorte sind im Norden Strzegów (Striegendorf), im Nordosten Wojnowiczki (Klein Zindel), im Osten Chróścina (Falkenau), im Süden Czarnolas (Petersheide) und im Westen Bogdanów (Boitmannsdorf).

## Geschichte

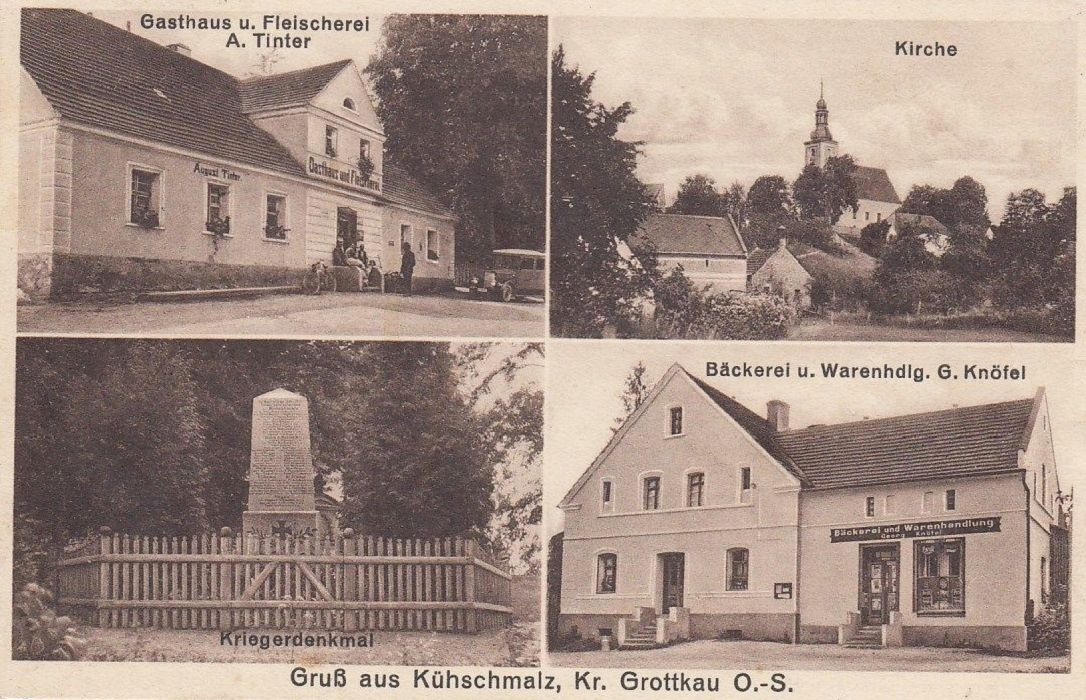
Historische Ansichten um 1936

„Kusmalz“  wurde erstmals 1289 mit dem Schultheiß Hertwig erwähnt. Es gehörte zunächst zum Herzogtum Breslau und nach dessen Teilung 1311 zum Herzogtum Brieg. 1302 ist es als lateinisch Cobola seu Cuschmalz (Ort, wo man Pech gewinnt), und 1303–04 ist es im Liber fundationis episcopatus Vratislaviensis als „Cobola sive Cuschmalz“ belegt. 1335 wurde die St.-Georgs-Kirche erwähnt. 1343 wurde „inferius Khwschmaltz“ (Nieder-Kühschmalz) mit zwei Mühlen und „superius Khwschmaltz“ (Ober-Kühschmalz) von der Stadt Grottkau erworben, mit der es 1344 an das geistliche Fürstentum Neisse gelangte. In den 1370er Jahren erbte es ein Ritter Vinzenz von Kühschmalz. 1407 und 1415 wurde Kühschmalz durch den Priester Nikolaus mit Zinsen ausgestattet. 1425 bestand Nieder-Kühschmalz aus 6½ Hufen und einer wüsten Schenke, zwei Hufen gehörten zu Ober-Kühschmalz. Eine Scholtisei wurde nicht erwähnt. 1579 besaßen je einen Dorfanteil: Hans Dobeneck, Karl Wiese und Pritzel Wiese. 1635 ging ein Anteil von Kühschmalz an den Breslauer Weihbischof Johann Balthasar Liesch von Hornau über, der für die mit ihm verwandte Familie Prinz von Buchau aus den Gütern Kühschmalz und Zindel ein Fideikommiss gründete. Ein Anteil von Kühschmalz gelangte damals an den bischöflichen Kanzler Nikolaus Palmer.
Nach dem Ersten Schlesischen Krieg 1742 fiel Kühschmalz mit dem größten Teil des Fürstentums Neisse an Preußen. 1810 wurde das Fürstentum Neisse säkularisiert. Nach der Neuorganisation der Provinz Schlesien gehörte die Landgemeinde Kühschmalz ab 1816 zum Landkreis Grottkau, mit dem es bis 1945 verbunden blieb. 1845 bestanden im Dorf ein Schloss, ein Vorwerk, eine Weinhandlung, eine katholische Schule, eine katholische Pfarrkirche, eine Brauerei, eine Brennerei sowie 120 weitere Häuser. Im gleichen Jahr lebten in Kühschmalz 747 Einwohner, davon sieben evangelisch. 1855 lebten in Ober- und Unterkühschmalz 835 Einwohner. 1865 bestanden im Ort 31 Gärtner- und 45 Häuslerstellen. 1874 wurde der Amtsbezirk Kühschmalz gegründet, der aus den Landgemeinden Boitmannsdorf, Nieder Kühschmalz, Ober Kühschmalz und Rogau sowie den gleichnamigen Gutsbezirken bestand. 1885 wurden für Ober- und Unterkühschmalz 796 Einwohner gezählt. 1932 wurde Klein Zindel in die Landgemeinde Kühschmalz eingemeindet. 1933 lebten in Kühschmalz 738 und 1939 791 Einwohner.
Als Folge des Zweiten Weltkriegs fiel Kühschmalz 1945 mit dem größten Teil Schlesiens an Polen. Nachfolgend wurde es in Kobiela umbenannt und der Woiwodschaft Schlesien angeschlossen. Die einheimische deutsche Bevölkerung wurde weitgehend vertrieben. Die neu angesiedelten Bewohner waren teilweise Zwangsumgesiedelte aus Ostpolen, das an die Sowjetunion gefallen war. 1950 gelangte es an die Woiwodschaft Oppeln. Seit 1999 gehört es Powiat Namysłowski.

## Sehenswürdigkeiten

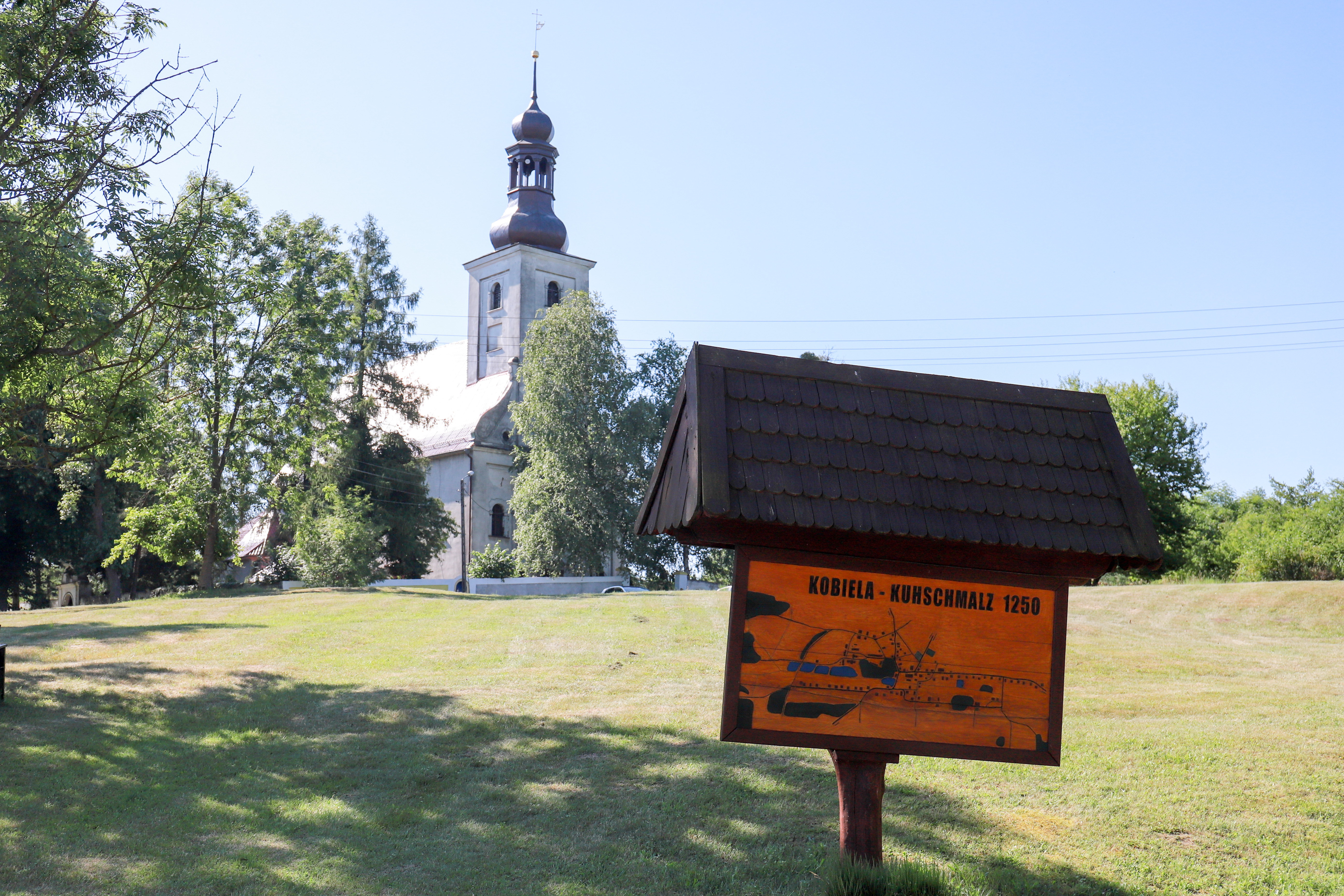
Die St.-Georgs-Kirche

- Die römisch-katholische St.-Georgs-Kirche wurde erstmals 1335 erwähnt. 1662 wurde sie durch den Breslauer Bistumsadministrator Johann Balthasar Liesch von Hornau im Stil des Barock neu errichtet und danach zur Pfarrkirche erhoben. Im letzten Viertel des 18. Jahrhunderts erhielt sie eine reiche Innenausstattung im Stil des Rokoko. Das Hauptaltargemälde Maria mit Kind stammt vermutlich aus der Mitte des 17. Jahrhunderts. Die Kanzel mit Reliefs an der Brüstung enthält auf dem Baldachin eine Figur des Guten Hirten. Gegenüber befindet sich ein Denkmal für den böhmischen Landesheiligen Johannes von Nepomuk, dessen Leben auch auf den Reliefszenen der Beichtstühle dargestellt ist. Über der Sakristei befindet sich eine Patronatsloge. Der Orgelprospekt aus dem Jahr 1763 ist reich verziert. Im Zweiten Weltkrieg wurden zwei der drei Glocken eingeschmolzen. Das Kirchengebäude steht seit 1966 unter Denkmalschutz.[6]
- Die Kirche ist von einer Mauer mit kleinen Toren und äußeren Nischen aus dem 18. Jahrhundert umgeben.
- Der noch erhaltene historische Gutshof liegt inmitten einer großen Parkanlage, die im 19. Jahrhundert angelegt wurde. Die Grünanlage steht seit 1981 unter Denkmalschutz.[6]

## Vereine
- Fußballverein LZS Kobiela